# Synhymenia
Synhymeniidae
Famille
Genre
Synhymenia, unique représentant de la famille des Synhymeniidae, est un genre de Ciliés de la classe des Nassophorea et de l’ordre des Nassulida.

## Étymologie
Le nom de Synhymenia est dérivé du grec ancien συν / syn, « avec », et ὑμήν / ymín, « membrane, pellicule (qui enveloppe...) », en référence à la « frange hypostomiale » ou synhyménium, qui est observée sur la partie apicale de ce cilié.

## Description
Les Synhymeniidae ont une taille moyenne et une forme allongée. Ils nagent librement dans leur milieu de vie. Leur ciliation somatique est holotriche (c'est-à-dire uniforme). Ils ont un « synhyménium » ou frange hypostomiale qui s'étend dans une suture préorale gauche et présentent également une deuxième suture préorale à droite de la première, dans laquelle le synhyménium ne s'étend pas. Leur cytostome se situe dans 1/4 antérieur du corps. Leur macronoyau est ellipsoïde. La présence d'un micronoyau n'a pas été vérifiée. Par contre on y a observé la présence de vacuole contractile.
Cette famille et son genre type nécessitent une redescription minutieuse.

## Habitat
Le genre Synhymenia a été observé dans des habitats d'eau douce.

## Liste des espèces
Selon GBIF (12 février 2024) :
- Synhymenia acuta (Ozaki & Yagiu, 1941) Jankowski, 1992
- Synhymenia agamalievi (Deroux, 1978) Jankowski, 1992
- Synhymenia alizadei (Aliev, 1990) Jankowski, 1992
- Synhymenia azerbaijanica (Aliev, 1990) Jankowski, 1992
- Synhymenia caudata (Kahl, 1933) Jankowski, 1992
- Synhymenia debilis (Alekperov, 1984) Jankowski, 1992
- Synhymenia derouxi (Aliev, 1990) Jankowski, 1992
- Synhymenia elongata (Kahl) Jankowski, 1992
- Synhymenia heterovesiculata (Gelei, 1939) Jankowski, 1968
- Synhymenia hisioensis (Ozaki & Yagiu, 1941) Jankowski, 1992
- Synhymenia ibericus (Jankowski, 1992) Jankowski, 1992
- Synhymenia jankowski (Aliev, 1990) Jankowski, 1992
- Synhymenia kasymovi (Aliev, 1990) Jankowski, 1992
- Synhymenia kurensis (Aliev, 1990) Jankowski, 1992
- Synhymenia mirabilis (Alekperov, 1984) Jankowski, 1992
- Synhymenia muscorum (Kahl) Jankowski, 1992
- Synhymenia numerosa (Ozaki & Yagiu, 1941) Jankowski, 1992
- Synhymenia raikovi (Aliev, 1990) Jankowski, 1992
- Synhymenia serrani (Fernandez-Leborans, 1990) Jankowski, 1992
- Synhymenia shumerica (Aliev, 1990) Jankowski, 1992
- Synhymenia simplex (Ozaki & Yagiu, 1941) Jankowski, 1992
- Synhymenia vorax (Stokes, 1887) Jankowski, 1992